# Don (Nord)
Don település Franciaországban, Nord megyében. Lakosainak száma 1401 fő (2022. január 1.). Don Allennes-les-Marais, Annœullin, Sainghin-en-Weppes és Wavrin községekkel határos.

## Népesség
A település népességének változása:
| Lakosok száma | 1356 | 1322 | 1321 | 1287 | 1312 | 1337 | 1362 | 1412 | 1401 |
|               | 2013 | 2015 | 2016 | 2017 | 2018 | 2019 | 2020 | 2021 | 2022 |